# Culture dans les Hauts-de-Seine
Le département des Hauts-de-Seine est riche d'une culture variée.

## Architecture
Le département regroupe une série d'édifices de styles architecturaux bien différents :
- le clocher de Châtenay-Malabry de style roman
- l'église gothique de Bagneux
- l'église de Puteaux de style flamboyant.
- l'orangerie de Meudon de style renaissance
- l'église de Rueil-Malmaison ou à la maison d'Armande Béjart à Meudon d'art baroque

Il existe également des châteaux dont certains sont partiellement détruits : le Château de Vanves (devenu un lycée), le Château d'Asnières, Château de Malmaison, le Pavillon de Lulli à Sèvres, le Château de Sceaux.
L'architecture moderne est très présente dans les Hauts-de-Seine. Depuis la maison de François Hennebique à Bourg-la-Reine à l'école de plein air de Suresnes, de très nombreux bâtiments ont émergé après la Seconde Guerre mondiale. Mais, c'est sans doute le quartier de la Défense qui symbolise le mieux l'avènement de cette architecture, avec par exemple ses tours et la Grande Arche.

## Peinture

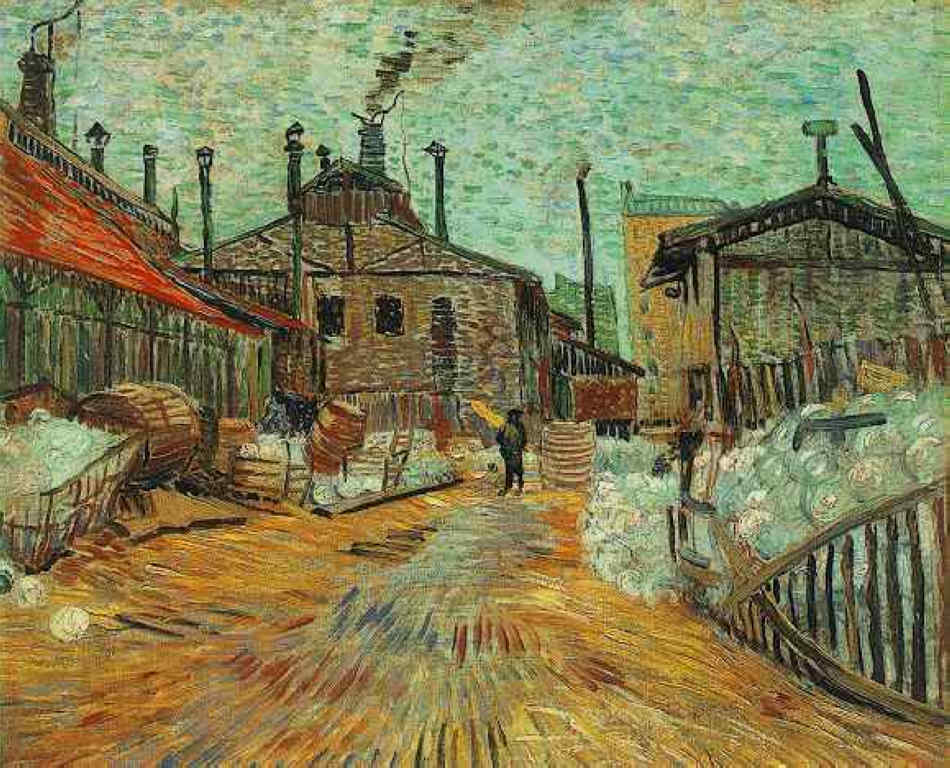
Les usines d'Asnières-sur-Seine par Vincent van Gogh (1887)

Dès le XVIIIe siècle, de très nombreux artistes se sont inspirés des paysages des Hauts-de-Seine. On peut notamment citer Fragonard, Hubert Robert mais surtout Corot, mort à Ville-d'Avray, Troyon ou Paul Huet.
Le courant Impressionniste a également représenté les Hauts-de-Seine, notamment les bords de Seine. Manet vécut ses derniers jours à Meudon et à Rueil-Malmaison. Monet, Renoir, Caillebotte, Berthe Morisot ou Sisley ont peint les deux rives du fleuve. Seurat a immortalisé l'Île de la Jatte et Van Gogh a peint le pont d'Asnières.

## Musées
- Musée départemental Albert-Kahn à Boulogne-Billancourt
- Musée de Chateaubriand à Châtenay-Malabry
- Musée de l'Île-de-France à Sceaux
- Musée national du Château de Malmaison à Rueil-Malmaison
- Musée des Années Trente à Boulogne-Billancourt
- Musée Français de la Carte à Jouer à Issy-les-Moulineaux
- Musée national de Céramique à Sèvres
- Mémorial de la France combattante à Suresnes

## Événements culturels, fêtes traditionnelles et lieux de spectacles
- Festival Chorus des Hauts-de-Seine et son tremplin de la chanson
- Festival de l'Orangerie de Sceaux
- Festival Rock en Seine (Saint-Cloud)
- Festival Solidays (Bois de Boulogne, bien que celui-ci  se trouve sur la commune de Paris)
- Théâtre du voyageur, quai B, gare d'Asnières-sur-Seine
- La Défense Jazz Festival et son concours national de jazz
- L'Eté Paris-La Défense
- Seine de Danse de la Défense
- Festival annuel (juin) HipCirqHop à Bagneux
- Festival de l'Art numérique d'Issy-les-Moulineaux
- Artdanthé de Vanves
- Festiva'Son, festival de jazz de Malakoff
- Place au Jazz d'Antony
- Festival des Vendanges de Suresnes
- Fête à Neu-Neu de Neuilly-sur-Seine.
- Scène Musicale de Boulogne-Billancourt.
- U Arena de Nanterre.
- Parc de Sceaux.
- Parc de Saint-Cloud.